# Bactrocera melas
Bactrocera melas är en tvåvingeart som först beskrevs av Perkins och May 1949.  Bactrocera melas ingår i släktet Bactrocera och familjen borrflugor. Inga underarter finns listade.